# Escalas
Escalas (en francès Escales) és un municipi de França de la regió d'Occitània, al departament de l'Aude